# Постная
Постная (устар. Посня (Пасня)) — река в России, протекает по Ярославской области между Угличем и Мышкиным. 
Исток находится в урочище Самотовина, река течёт на восток. Вдоль неё находятся деревни: Харилово, Ершово, Фетеево, Осеево, Нинорово, Кононово, Ивачево, Савельево, Шатеево. Устье реки находится в 2817 км по левому берегу Рыбинского водохранилища (Волжский русловой участок), примерно нв 1 км выше Кабаново. В Нинорово реку пересекает автодорога Углич-Мышкин, ниже моста впадает левый приток — Ерга. Длина реки составляет 18 км, площадь водосборного бассейна 106 км². Высота устья — 102 м над уровнем моря.

## Данные водного реестра
По данным государственного водного реестра России относится к Верхневолжскому бассейновому округу, водохозяйственный участок реки — Волга от Угличского гидроузла до начала Рыбинского водохранилища, речной подбассейн реки — бассейны притоков (Верхней) Волги до Рыбинского водохранилища. Речной бассейн реки — (Верхняя) Волга до Куйбышевского водохранилища (без бассейна Оки).
Код объекта в государственном водном реестре — 08010100912110000004529.